# För Sverige – i tiden (marsch)
För Sverige – i tiden är en svensk jubileumsmarsch komponerad av Erik Berndalen 2022 i samband med firandet av Carl XVI Gustafs 50-årsjubileum som regent 1973–2023. Marschen är skriven i ess-dur och innehåller korta citat från Kungssången av Otto Lindblad. Musikstycket var en gåva till kungen från Försvarsmusiken och överlämnades vid uruppförandet den 20 januari 2023 av Arméns musikkår i Rikssalen på Stockholms slott, i samband med Sverigemiddagen.